# Harriet (filme)
Harriet (prt: Harriet; bra: Harriet ou Harriet - O Caminho para a Liberdade) é um filme biográfico de drama estadunidense, dirigido por Kasi Lemmons, que escreveu o roteiro com Gregory Allen Howard. O filme conta a história de Harriet Tubman, uma escrava que se tornou abolicionista. O filme é estrelado por Cynthia Erivo como Tubman, com Leslie Odom Jr., Joe Alwyn, Jennifer Nettles e Janelle Monáe em papéis coadjuvantes.
Uma biografia sobre Harriet Tubman estava em discussão há anos, com rumores de que várias atrizes, incluindo Viola Davis, estrelassem o filme. Erivo foi selecionada em fevereiro de 2017, sendo que boa parte do elenco e da equipe se juntou no ano seguinte. As filmagens começaram na Virgínia em outubro de 2018.
O filme teve sua estreia mundial no Festival Internacional de Cinema de Toronto em 10 de setembro de 2019 e foi lançado nos Estados Unidos em 1 de novembro de 2019, sendo distribuído pela Focus Features. No Brasil, o filme foi lançado em 6 de fevereiro de 2020. Até ao momento, o filme que recebeu críticas positivas e nota máxima ("A+") do CinemaScore, arrecadou mais de 43 milhões de dólares mundialmente. O filme recebeu duas indicações no Oscar 2020, incluindo a indicação de melhor atriz do ano para Cynthia Erivo.

## Sinopse
A história de Harriet Tubman, ativista política que, durante a Guerra Civil americana, ajudou centenas de escravos a fugirem do sul dos Estados Unidos, logo depois que ela mesma tivesse conseguido escapar da escravidão, no ano de 1849. Suas ações contribuíram fortemente para que a história tomasse um novo direcionamento.

## Elenco
- Cynthia Erivo como Harriet Tubman
- Leslie Odom Jr. como William Still, um eventual aliado de Tubman na Underground Railroad
- Jennifer Nettles
- Joe Alwyn como Edward Brodess, proprietário de escravo da Harriet
- Janelle Monáe como Marie
- Vanessa Bell Calloway
- Clarke Peters
- Henry Hunter Hall como Walter, um rastreador
- Zackary Momoh
- Deborah Ayorinde
- Vondie Curtis-Hall
- Omar Dorsey
- Tory Kittles
- Tim Guinee
- Antonio J. Bell
- Willie Raysor

## Produção
Em 2015, Viola Davis foi escolhida para estrelar e produzir uma cinebiografia de Harriet Tubman, no entanto, nunca chegou a ser concretizada. O desenvolvimento de um novo filme começou a ser feito em maio de 2016. Em fevereiro de 2017, Cynthia Erivo foi escalada para fazer o papel de Tubman, com Seith Mann dirigindo a partir de um roteiro de Gregory Allen Howard.
O desenvolvimento adicional do filme foi anunciado em setembro de 2018, com a Focus Features definida como a nova distribuidora, com Kasi Lemmons definido como diretor, e com Leslie Odom Jr., Joe Alwyn, Jennifer Nettles e Clarke Peters, entre outros, juntando-se ao elenco. Em outubro, Janelle Monáe e vários outros atores também juntaram-se ao elenco do filme. As filmagens começaram em 8 de outubro de 2018, em Virgínia, e terminaram em dezembro do mesmo ano.

## Lançamento
O filme teve sua estreia mundial no Festival Internacional de Cinema de Toronto em 10 de setembro de 2019. Nos Estados Unidos, o filme foi lançado em 1 de novembro de 2019. No Brasil, o filme foi lançado em 6 de fevereiro de 2020.

## Recepção

### Bilheteria
O filme arrecadou, em seu fim de semana de estreia, mais de 11.6 milhões de dólares, apenas nos Estados Unidos e Canadá (domesticamente), superando as estimativas e previsões. Até ao momento, o filme arrecadou mais de 43 milhões de dólares, apenas domesticamente, totalizando mais de 43.2 milhões de dólares ao redor do mundo.

### Resposta da crítica
No Rotten Tomatoes, o filme possui uma taxa de aprovação de 72% com base em 141 avaliações, com uma classificação média de 6,42/10. O consenso dos críticos do site diz: "Harriet serve como um sincero tributo a uma figura central da história estadunidense — embora tenha sido prejudicada por sua abordagem frustrantemente formulada". O Metacritic atribuiu ao filme uma pontuação média ponderada de 66 em 100, com base em 35 críticos, indicando "críticas geralmente favoráveis". O público consultado pelo CinemaScore atribuiu ao filme uma rara nota "A+", tornado-se o 87° filme da história a conseguir tal feito, enquanto os do PostTrak atribuíram a ele uma média de 4,5 de 5 estrelas e 69% de "recomendação definitiva".
Eric Kohn, da IndieWire, deu ao filme um "B-", escrevendo que "Harriet não tenta reinventar a cinebiografia, contando com uma reviravolta com o talento crescente de Cynthia Erivo como sua peça central emotiva, contra o lindo cenário da cinematografia de John Toll e a pontuação eufórica de Terence Blanchard. Como tributo sentimental, dificilmente transcende as expectativas — mas o desempenho de Erivo injeta uma urgência palpável no material que compensa o tempo perdido". Na Variety, Owen Gleiberman escreveu: "Cynthia Erivo interpreta a escrava Harriet Tubman com uma fúria triste, mas o resto da cinebiografia de Kasi Lemmons é mais obediente do que inspirado".

## Prêmios e nomeações
| Prêmio                       | Data de cerimônia      | Categoria                        | Recipiente(s)                                      | Resultado | Ref.          |
| ---------------------------- | ---------------------- | -------------------------------- | -------------------------------------------------- | --------- | ------------- |
| Critics' Choice Movie Awards | 12 de janeiro de 2020  | Melhor Atriz                     | Cynthia Erivo                                      | Indicado  | [ 23 ]        |
| Critics' Choice Movie Awards | 12 de janeiro de 2020  | Melhor Canção                    | "Stand Up" (Joshuah Brian Campbell, Cynthia Erivo) | Indicado  | [ 23 ]        |
| Hollywood Film Awards        | 3 de novembro de 2019  | Melhor Atriz Revelação           | Cynthia Erivo                                      | Venceu    | [ 24 ]        |
| Oscar 2020                   | 9 de fevereiro de 2020 | Melhor Atriz                     | Cynthia Erivo                                      | Indicado  | [ 7 ]         |
| Oscar 2020                   | 9 de fevereiro de 2020 | Melhor Canção Original           | "Stand Up" (Joshuah Brian Campbell, Cynthia Erivo) | Indicado  | [ 7 ]         |
| Prémios Globo de Ouro        | 5 de janeiro de 2020   | Melhor Atriz — Filme de Drama    | Cynthia Erivo                                      | Indicado  | [ 25 ]        |
| Prémios Globo de Ouro        | 5 de janeiro de 2020   | Melhor Canção original           | "Stand Up" (Joshuah Brian Campbell, Cynthia Erivo) | Indicado  | [ 25 ]        |
| Prêmios Satellite            | 19 de dezembro de 2019 | Melhor Atriz — Drama             | Cynthia Erivo                                      | Indicado  | [ 26 ] [ 27 ] |
| Prêmios Satellite            | 19 de dezembro de 2019 | Melhor Trilha Sonora             | Terence Blanchard                                  | Indicado  | [ 26 ] [ 27 ] |
| Prêmios Screen Actors Guild  | 19 de janeiro de 2020  | Melhor Atriz Principal em Cinema | Cynthia Erivo                                      | Indicado  | [ 28 ]        |